# Mērsrags (novads)
Mērsrags est un novads de Lettonie, situé dans la région de Kurzeme. En 2010, sa population est de 1 832 habitants, mais en 2016 sa population est de 1 712 habitants.